# Sony/ATV Music Publishing
Sony/ATV Music Publishing LLC è una casa discografica statunitense di proprietà della Sony Entertainment fondata nel 1995 da Michael Jackson.

## Storia
L'origine di Sony Music Publishing risale al 1985, quando Michael Jackson acquistò l'editore britannico ATV Music Publishing, che possedeva, tra gli altri, il prestigioso catalogo dei The Beatles (in particolare i diritti Lennon–McCartney).
Nel 1995, la Sony e Michael Jackson crearono una joint venture paritaria, fondendo la divisione Sony Music Publishing con la ATV Music e dando vita a Sony/ATV Music Publishing.
Nel 2016, la Sony Corporation ha acquisito la quota del 50% detenuta dagli eredi di Michael Jackson, diventando proprietaria unica dell’azienda.
Nel 2021, l'azienda è stata ridenominata ufficialmente in Sony Music Publishing e ha adottato un nuovo logo, allineandosi al rebranding di Sony Music Group.

### Acquisizioni
Nel giugno 2012, Sony/ATV ha guidato un consorzio per l'acquisizione di EMI Music Publishing, una delle principali società di edizione musicale al mondo, per un valore complessivo di circa 2,2 miliardi di dollari.
Nel 2018, Sony ha annunciato l'acquisizione del 60% di EMI Music Publishing detenuto dal fondo Mubadala, ottenendo così il pieno controllo dell'intera società. Il valore dell'operazione è stato di circa 2,3 miliardi di dollari.
Nel luglio 2019, tutte le attività editoriali sono state riunite sotto il gruppo Sony Music Group, controllato da Sony Entertainment e guidato da Jon Platt come CEO.

È considerata come una delle più grandi etichette musicale al mondo, con un catalogo di 4,36 milioni di brani al 31 marzo 2018 (secondo il rapporto dell'anno fiscale 2018 di Sony). Questa cifra combina 2,3 milioni di canzoni di Sony/ATV e 2,06 milioni di canzoni di EMI Music Publishing, che fa parte del medesimo gruppo.
La società è stata inizialmente formata nel 1955 come Associated Television (ATV), un'emittente televisiva britannica e uno studio di produzione musicale. La ATV ha successivamente acquisito nel 1969 la Northern Songs, etichetta che editava i brani e le produzioni musicali dei Lennon-McCartney. Michael Jackson ha acquistato la ATV Music nel 1985 per 47,5 milioni di dollari. Dieci anni dopo, nel dicembre 1995, Jackson ha accettato di fondere la società con la Sony Music Publishing, una divisione della Sony Corporation, per formare una joint venture paritaria tra le due etichette al 50%, che sarebbe diventata la Sony/ATV Music Publishing. All'epoca, circa due terzi del valore della ATV erano legati alle canzoni dei Beatles.
Nel 2012, un consorzio di investitori guidato dalla Sony/ATV Music Publishing ha acquisito la EMI Music Publishing per circa 2,2 miliardi di dollari, con la proprietà di quest'ultima divisa tra la Sony/ATV con circa il 30% e Michael Jackson con circa il 10%. Sony/ATV ed EMI Music Publishing operano come un'unica azienda, con Sony/ATV che gestisce il catalogo di EMI Publishing. In seguito all'acquisizione, Sony/ATV è diventata la più grande etichetta musicale al mondo, con un catalogo di oltre 3 milioni di brani. Nel settembre 2016, Sony ha acquistato la quota del 50% di proprietà di Jackson della Sony/ATV per 750 milioni di dollari, valutando Sony/ATV tra i 2,2 e 2,4 miliardi di dollari incluso l'indebitamento. Nell'ottobre 2018, la Commissione europea ha approvato l'acquisizione definitiva di EMI Music Publishing da parte di Sony/ATV.